# 石田千
石田 千（いしだ せん、1968年6月4日- 、女性）は、日本のエッセイスト、小説家、東海大学教授。

## 来歴
福島県生まれ、東京都育ち。國學院大學文学部卒業。
大学在学中から16年間に渡って、嵐山光三郎の助手を務める。2001年、『大踏切書店のこと』で第1回古本小説大賞を受賞。2011年、『あめりかむら』で第145回芥川賞候補。2012年、『きなりの雲』で第146回芥川賞候補、第34回野間文芸新人賞候補。2016年、『家へ』で第154回芥川賞候補、第38回野間文芸新人賞候補。古風な下町感覚のエッセイを書く。
2016年より東海大学文化社会学部文芸創作学科教授。
踏切への造詣が深く、各地の踏切を見聞している。踏切に関する著書もある。ただし、鉄道ファンではないと明言している。

## 作品リスト

### 単行本
- 『月と菓子パン』（晶文社、2004年/ 新潮文庫、2007年）
- 『踏切趣味』（筑摩書房、2005年）
- 『屋上がえり』（筑摩書房、2006年）のち文庫
- 『ぽっぺん』（新潮社、2007年）
- 『部屋にて』（角川書店、2007年）『野性時代』連載
- 『しろい虹』（ベストセラーズ 2008年）
- 『山のぼりおり』（山と渓谷社、2008年）
- 『踏切みやげ』（平凡社、2008年）
- 『店じまい』（白水社、2008年）
- 『きんぴらふねふね』（平凡社、2009年）
- 『平日』（文藝春秋、2009年　文春文庫、2012年）
- 『並木印象』（平凡社、2011年）
- 『みなも』（角川書店、2011年）
- 『あめりかむら』（新潮社、2011年）
  - クリ（『新潮』2004年10月号）
  - カーネーション（『新潮』2006年6月号）
  - あめりかむら（『新潮』2011年2月号）
- 『きなりの雲』（講談社、2012年）
- 『役たたず、』（光文社新書、2013年）
- 『バスを待って』小学館 2013　のち文庫
- 『きつねの遠足 石田千作文集』幻戯書房 2013
- 『もじ笑う』芸術新聞社 2014
- 『夜明けのラジオ』講談社 2014
- 『唄めぐり』新潮社、2015
- 『家へ』講談社、2015年
- 『からだとはなす、ことばとおどる』白水社、2016年
- 『箸もてば』新講社 2017年
- 『ヲトメノイノリ』筑摩書房, 2018.1
- 『窓辺のこと』港の人, 2019.12

共著
- 『月金帳 第1集』牧野伊三夫共著. 港の人, 2021.11

### 単行本未収録
- さしむかい よこならび（『小説すばる』連載、2008年3月号まで）
- もみじ（『新潮』2013年1月号）
- 鳥居（『文學界』2018年10月号）